# Liste der Bodendenkmäler in Kaarst
Die Liste der Bodendenkmäler in Kaarst enthält die denkmalgeschützten unterirdischen baulichen Anlagen, Reste oberirdischer baulicher Anlagen, Zeugnisse tierischen und pflanzlichen Lebens und paläontologischen Reste auf dem Gebiet der Stadt Kaarst im Rhein-Kreis Neuss in Nordrhein-Westfalen (Stand: 31. Dezember 2015). Diese Bodendenkmäler sind in Teil B der Denkmalliste der Stadt Kaarst eingetragen; Grundlage für die Aufnahme ist das Denkmalschutzgesetz Nordrhein-Westfalen (DSchG NRW).
| Bild                                                   | Bezeichnung                                            | Lage                                          | Beschreibung | Bauzeit | Eingetragen seit | Denkmal- nummer |
| ------------------------------------------------------ | ------------------------------------------------------ | --------------------------------------------- | ------------ | ------- | ---------------- | --------------- |
| Alte Landwehr                                          | Alte Landwehr                                          | Kaarst An der alten Landwehr Karte            |              |         |                  | 33              |
| Tuppenhof mit historischem Bauerngarten/Streuobstwiese | Tuppenhof mit historischem Bauerngarten/Streuobstwiese | Vorst Rottes 27 Karte                         |              |         |                  | 25 a            |
| Burganlage Holzbüttger Haus                            | Burganlage Holzbüttger Haus                            | Vorst Am Bauhof Karte                         |              |         |                  | 34              |
| Grabenanlage/Hofwüstung Alt Kusen                      | Grabenanlage/Hofwüstung Alt Kusen                      | Kaarst südlich der A52, Nähe Bützgeshof Karte |              |         |                  | 54              |

Hinweis: Die Nummerierung der Liste folgt der Fortgeschriebenen Denkmallisten-Nummer in der amtlichen Denkmalliste der Stadt Kaarst.